# Yeltsin Tejeda
Yeltsin Ignacio Tejeda Valverde (ur. 17 marca 1992 w Limón) – kostarykański piłkarz grający na pozycji defensywnego pomocnika. Jest zawodnikiem klubu CS Herediano.
Nazwany na cześć Borysa Jelcyna.

## Kariera klubowa
Tejeda jest wychowankiem klubu Deportivo Saprissa. W sezonie 2011/2012 zadebiutował w jego barwach w rozgrywkach kostarykańskiej Primera División. Od czasu debiutu był podstawowym zawodnikiem Deportivo.
W 2014 roku przeszedł do francuskiego Evian Thonon Gaillard, a w 2016 do szwajcarskiego Lausanne Sports.
| Sezon   | Klub               | Kraj       | Rozgrywki        | Mecze | Bramki | Rozgrywki Europy | Mecze | Bramki |
| ------- | ------------------ | ---------- | ---------------- | ----- | ------ | ---------------- | ----- | ------ |
| 2011/12 | Deportivo Saprissa | Kostaryka  | Primera División | 34    | 3      | -                | -     | -      |
| 2012/13 | Deportivo Saprissa | Kostaryka  | Primera División | 33    | 2      | -                | -     | -      |
| 2013/14 | Deportivo Saprissa | Kostaryka  | Primera División | 36    | 0      | -                | -     | -      |
| 2014/15 | Evian TG           | Francja    | Ligue 1          | 27    | 1      | -                | -     | -      |
| 2015/16 | Evian TG           | Francja    | Ligue 2          | 26    | 0      | -                | -     | -      |
| 2016/17 | Lausanne Sports    | Szwajcaria | Super League     | 11    | 0      | -                | -     | -      |

Stan na: koniec sezonu 2016/2017

## Kariera reprezentacyjna
W 2009 roku Tejeda wystąpił z kadrą U-17 na Mistrzostwach CONCACAF U-17, a w 2011 roku z kadrą U-20 na Mistrzostwach CONCACAF U-20. W dorosłej reprezentacji Kostaryki zadebiutował 11 grudnia 2011 roku w zremisowanym 1:1 towarzyskim meczu z Kubą, rozegranym w Hawanie. W styczniu 2013 wygrał z Kostaryką Copa Centroamericana 2013. W tym samym roku dostał powołanie do kadry na Złoty Puchar CONCACAF 2013.